# Звёздные войны: Пробуждение силы
«Звёздные во́йны: Пробужде́ние си́лы» (англ. Star Wars: The Force Awakens) — эпическая космическая опера, производства Lucasfilm и Bad Robot Productions, снятая Дж. Дж. Абрамсом по сценарию, написанному в соавторстве с Лоуренсом Кэзданом и Майклом Арндтом. Седьмой эпизод саги «Звёздные войны» и «Саги Скайуокеров». Это хронологическое продолжение фильма «Звёздные войны. Эпизод VI: Возвращение джедая», а также начало трилогии сиквелов. Это первый фильм франшизы без сценарного и продюсерского участия её создателя Джорджа Лукаса.
Премьера фильма состоялась 14 декабря 2015 года в Лос-Анджелесе и 15 декабря в Лондоне. В США фильм вышел в широкий прокат 18 декабря, в СНГ — 17 декабря, через десять лет после премьеры «Звёздные войны. Эпизод III: Месть ситхов».
О создании фильма было объявлено 30 октября 2012 года, после приобретения Lucasfilm компанией Walt Disney.
Фильм установил исторические рекорды сборов: в первый уикенд проката в США ($248 млн) и во всем мире ($529 млн); мировые сборы $1 млрд за двенадцать дней.
На февраль 2023 года фильм является пятым в списке самых кассовых фильмов за всю историю кинематографа, а также одним из шести фильмов, собравших в прокате больше $2 млрд. По сборам в Северной Америке «Пробуждение силы» занял первое место в истории, обойдя и «Титаник», и «Аватар», первым преодолев отметки в 800 и 900 млн долларов.
Это второй фильм киносаги, который вышел в формате 3D (первым был фильм «Скрытая угроза», перевыпущенный в 3D-формате в 2012 году).

## Сюжет
Люк Скайуокер бесследно исчез. В его отсутствие из пепла Империи возник ПЕРВЫЙ ОРДЕН — грозная организация, которая задалась целью найти и уничтожить последнего Джедая.
При поддержке РЕСПУБЛИКИ крепнет движение СОПРОТИВЛЕНИЯ под началом Генерала Леи Органа. Она отчаянно разыскивает брата и верит: Люк поможет восстановить мир и справедливость в галактике.
Лея отправила лучшего из своих пилотов с тайной миссией на Джакку, где, по словам старого союзника, нашлась ниточка, ведущая к Люку….
Оригинальный текст (англ.)Luke Skywalker has vanished. In his absence, the sinister FIRST ORDER has risen from the ashes of the Empire and will not rest until Skywalker, the last Jedi, has been destroyed.
 		 	
With the support of the REPUBLIC, General Leia Organa leads a brave RESISTANCE. She is desperate to find her brother Luke and gain his help in restoring peace and justice to the galaxy.
 	
Leia has sent her most daring pilot on a secret mission to Jakku, where an old ally has discovered a clue to Luke's whereabouts....
— Вступление
Люк Скайуокер, последний джедай, пропал. Первый Орден, возникший из осколков Галактической Империи, прочёсывает галактику в поисках Люка. Ищет его и Сопротивление — войска бывшего Альянса повстанцев, которые возглавляет сестра Люка, генерал Лея Органа. По Дэмерон, лучший пилот Сопротивления, послан в деревню на планете Джакку, где ему должны передать карту с местоположением Люка
Скайуокера. Он получает фрагмент карты от ветерана Войны Клонов Лор Сан Текки. В это время деревня подвергается атаке штурмовиков Первого Ордена, возглавляемых капитаном Фазмой и Кайло Реном, адептом Тёмной стороны Силы, они берут в плен По, Кайло Рен убивает Лор Сан Текку, требуя от него карту, а штурмовики казнят поселенцев. Дроид По, шарообразный BB-8, сбегает с картой и встречает молодую искательницу Рей, с которой заводит дружбу. Рей живёт на окраине поселения-барахолки, жители которого ищут и продают технический мусор.
Кайло Рен с помощью Силы проникает в разум По и узнаёт о BB-8. Но один из штурмовиков, которого оттолкнула жестокость Первого Ордена, решает сбежать и освобождает По. Украденный ими TIE-истребитель сбивают, и он терпит крушение на Джакку. Штурмовик-перебежчик (порядковый номер — FN-2187), которому По дал имя «Финн», приходит в себя в пустыне и видит, как их корабль тонет в зыбучих песках.
Потеряв своего напарника, Финн бредёт по пустыне в поисках воды и находит поселение. Встретив там Рей и BB-8, он представляется им бойцом Сопротивления. Первый Орден выслеживает дроида и наносит авиаудар по поселению, заставляя Рей, Финна и BB-8 украсть неприглядный с виду старый космический корабль — не подозревая, что это — легендарный «Тысячелетний сокол», и улететь на нём с планеты.
Вскоре в угнанном ими корабле возникает неисправность, из-за которой они вынуждены дрейфовать в космосе. «Сокол» находят Хан Соло с Чубаккой. Они рассказывают Рей и Финну, что Люк Скайуокер пропал после того, как его ученик перешёл на Тёмную сторону Силы. Рей рассказывает Хану, что в их руках находится карта с координатами Люка, которую необходимо доставить на базу Сопротивления. Хан вместе с Рей и Финном смотрят карту, которая оказывается только фрагментом неизвестной им части галактики. В это время грузовой корабль Хана Соло берут на абордаж его старые знакомые контрабандисты. Из-за ошибочных действий Рей на свободу выпускаются смертельно опасные создания — раффтары, которых Соло перевозит на корабле. Во время возникшей неразберихи Хану, Чубакке, Рей, Финну и BB-8 удаётся улететь на «Тысячелетнем соколе».
На базе Старкиллер — планете, превращённой в супероружие, способное уничтожать целые звёздные системы, — с Кайло Реном связывается его наставник Сноук, Верховный лидер Первого Ордена. Сноук предупреждает его, что искомый дроид BB-8 попал в руки отца Кайло, Хана Соло, встреча с которым может заставить Рена вновь ощутить притяжение Светлой стороны Силы. Генералу Армитажу Хаксу приказано испытать силу оружия на системе Хосниан-Прайм, временной столице Новой Республики.
Прибыв на планету Такодана, команда «Сокола» встречает Маз Канату, которая соглашается помочь доставить BB-8 к Сопротивлению. Финн хочет пойти своей дорогой и убежать как можно дальше от Первого Ордена. Сила зовёт Рей к световому мечу Энакина Скайуокера (который позднее также принадлежал Люку), но меч вызывает у неё ужасные видения, и, отвергнув предложение Маз Канаты взять меч себе, она убегает в лес. В это время Старкиллер уничтожает Хосниан-Прайм. Видя в небе гибель целой системы, Финн решает вернуться и продолжить сражаться. Маз Каната отдает световой меч для Рей, Финн забирает его на хранение.
Первый Орден высаживается на Такодану, узнав от шпиона о присутствии на планете дроида BB-8. Хан, Чубакка и Финн вступают в бой с отрядами штурмовиков и получают неожиданную помощь от прибывшей эскадрильи кораблей X-wing. Эскадрильей командует По, которому удалось выжить при крушении на Джакку. Кайло Рен захватывает в плен Рей, так как узнаёт, что она видела карту с местоположением Люка, и дает приказ к отступлению. Рей увозят на Старкиллер. Там Рен пытается прочитать карту из разума Рей, но она неожиданно оказывает ему сопротивление и сама проникает в разум Рена, прочитав его самый сокровенный страх — страх никогда не достичь величия Дарта Вейдера. После нескольких попыток ей удаётся применить Обман Разума к штурмовику-охраннику и сбежать из камеры. Хан после долгой разлуки встречает Лею, прибыв вместе с Чубаккой и Финном в опорный пункт Сопротивления на планете Ди'Куар. В штабе Сопротивления находится дроид R2-D2, пребывающий в спящем режиме с момента исчезновения Люка.
Пока база «Старкиллер» готовит удар по Ди’Куар, Сопротивление разрабатывает план, руководствуясь информацией, которую сообщил Финн, ранее служивший на базе: проникнуть на поверхность Старкиллера и отключить его силовые щиты, чтобы истребители смогли атаковать уязвимую точку базы — термальный осциллятор. На «Тысячелетнем соколе» Хан, Чубакка и Финн садятся на базу, отключают щиты и находят Рей. Истребители Сопротивления атакуют планету, однако их орудия не наносят поражаемым целям серьёзного ущерба, поэтому Хан и Чубакка решают взорвать осциллятор изнутри. Во время закладывания взрывчатки в осцилляторе появляется Кайло Рен, Хан выходит навстречу сыну, называет его настоящим именем «Бен» и пытается убедить оставить Тёмную сторону. Кайло Рен, испытывая внутреннюю борьбу, убивает Хана. Чубакка стреляет в Кайло Рена и ранит его, после чего приводит в действие заряды, мощности заложенной взрывчатки оказывается недостаточно для того, чтобы уничтожить осциллятор, однако взрыв приводит к обрушению части строения, в образовавшийся проход залетает истребитель По Дэмерона, который разрушает здание, запуская необратимую цепную реакцию, которая уничтожит «Старкиллер».
Кайло Рен настигает Финна и Рей на поверхности базы. Финн пытается сражаться с Реном с помощью светового меча Энакина, но Рен выбивает меч Финна и тяжело ранит его, из-за чего Финн впадает в кому. Рей использует Силу, притягивает меч и повергает Кайло, нанеся ему серьёзную рану через всё лицо. Планета начинает разрушаться, и между ними образуется разлом. Рэй, Финн и Чубакка эвакуируются на «Тысячелетнем соколе», а Рена приказывает эвакуировать и доставить к себе Сноук. Он намерен завершить обучение Кайло. 
Сопротивление празднует победу и оплакивает Хана. Неожиданно просыпается R2-D2, в котором хранились оставшиеся части карты, ведущей к Люку Скайуокеру. Рэй, Чубакка и R2-D2 на «Соколе» летят к отдалённой планете, которая носит название Ак-То. Там Рэй находит Люка и направляется к нему, протягивая ему световой меч его отца.

## В ролях
| Актёр                        | Роль                     |
| ---------------------------- | ------------------------ |
| Дейзи Ридли                  | Рэй                      |
| Джон Бойега                  | Финн (штурмовик FN-2187) |
| Оскар Айзек                  | По Дэмерон               |
| Адам Драйвер                 | Кайло Рен (Бен Соло)     |
| Энди Сёркис                  | верховный лидер Сноук    |
| Донал Глисон                 | генерал Армитаж Хакс     |
| Харрисон Форд                | Хан Соло                 |
| Кэрри Фишер                  | генерал Лея Органа       |
| Марк Хэмилл                  | Люк Скайуокер            |
| Энтони Дэниелс               | C-3PO                    |
| Питер Мейхью и Йонас Суотамо | Чубакка                  |
| Кенни Бейкер                 | R2-D2                    |
| Лупита Нионго                | Маз Каната               |
| Гвендолин Кристи             | капитан Фазма            |
| Макс фон Сюдов               | Лор Сан Текка            |
| Грег Гранберг                | Снэп Уэксли              |
| Тим Роуз                     | адмирал Джиал Акбар      |
| Майк Куинн                   | Ниен Нанб                |
| Кен Люн                      | адмирал Статура          |

| Актёр                   | Роль                               |
| ----------------------- | ---------------------------------- |
| Кристал Кларк           |                                    |
| Пип Андерсен            |                                    |
| Кристина Чонг           |                                    |
| Милтос Еролиму          |                                    |
| Уорик Дэвис             | Уолливан                           |
| Билли Лурд              | Лейтенант Конникс                  |
| Мэйси Ричардсон-Селлерс | Корр Селла                         |
| Ико Ювайс               | Разу Кин-Фи                        |
| Яян Рухьян              | Тасу Лич, член банды Канджиклуб    |
| Сесеп Ариф Рахман       | Крокинд Сэнд                       |
| Джессика Хенвик         | Джесс Тестор                       |
| Гарриет Уолтер          |                                    |
| Саймон Пегг             | Ункар Платт                        |
| Бен Шварц и Билл Хейдер | BB-8                               |
| Ханна Джон-Кеймен       | офицер Первого Ордена              |
| Хейден Кристенсен       | Энакин Скайуокер (голос)           |
| Юэн Макгрегор           | Оби-Ван Кеноби (голос)             |
| Фрэнк Оз                | Йода (голос)                       |
| Иан Макдермид           | Шив Палпатин / Дарт Сидиус (голос) |
| Дэниел Крейг            | штурмовик FN-1824                  |
| Лян Ян                  | штурмовик FN-2199                  |
| Майкл Джаккино          | штурмовик FN-3181                  |
| Найджел Годрич          | штурмовик FN-9330                  |

## Производство

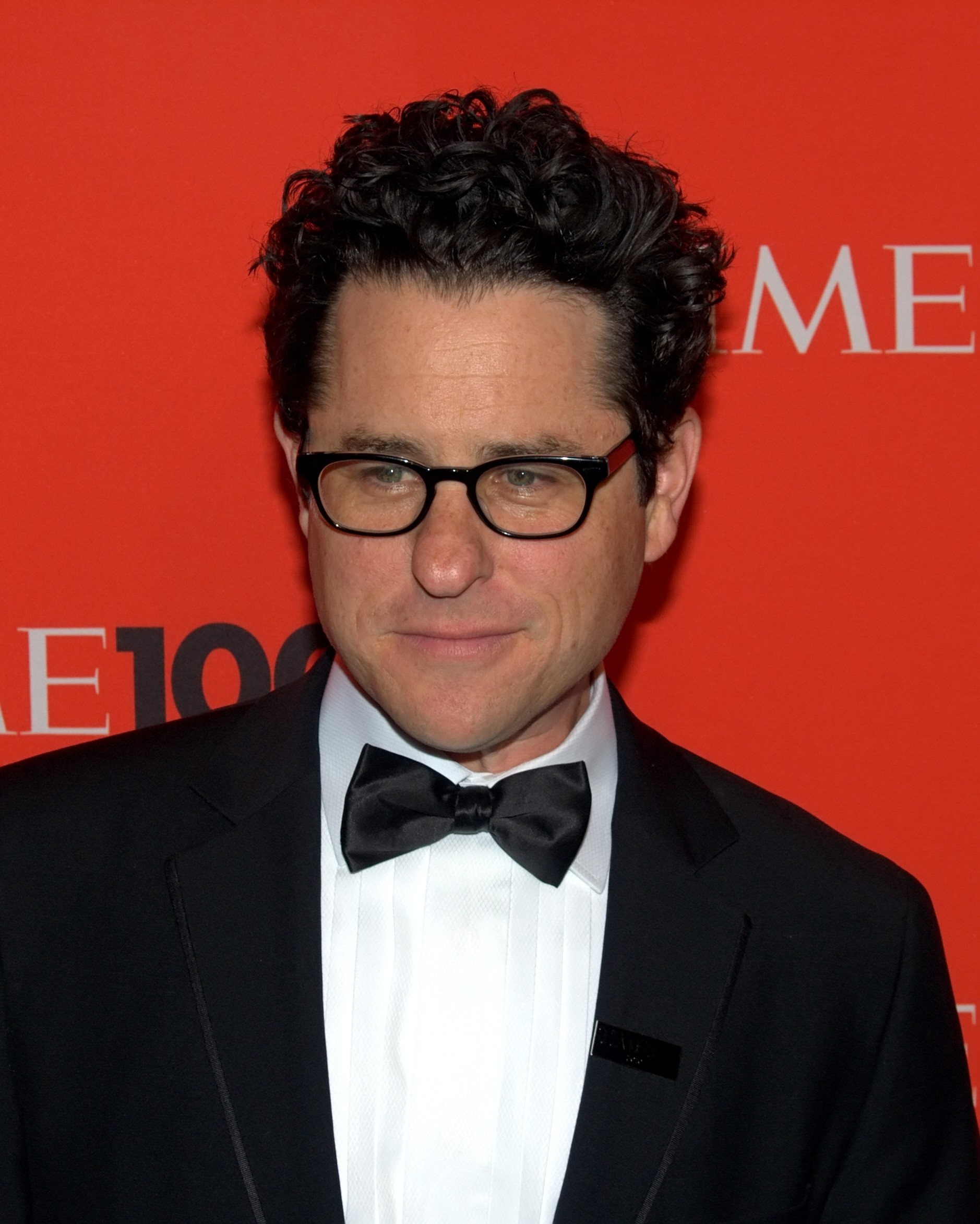
Дж. Дж. Абрамс

С октября 2012 года над фильмом начала работать исполнительный продюсер Кэтлин Кеннеди при личном консультировании Джорджа Лукаса.
Майкл Арндт был утверждён в качестве сценариста седьмого эпизода саги в ноябре 2012 года. Компания Walt Disney позже подтвердила, что Лоуренс Кэздан, сценарист фильмов «Империя наносит ответный удар» и «Возвращение джедая», и Саймон Кинберг стали консультантами нового эпизода.
Дж. Дж. Абрамс был утверждён Walt Disney как режиссёр фильма в январе 2013 года, хотя до этого несколько СМИ сообщили, что Абрамс отказался от этого поста. По некоторым источникам, третья трилогия, которую открывает седьмой эпизод, не закрывает сагу, а наоборот является опорой для создания новых спин-оффов.
В январе 2013 года также было сообщено, что название эпизода дополнено словами «Новый рассвет» (англ. New Dawn), но официального подтверждения Walt Disney не последовало. 6 ноября 2014 года было объявлено, что седьмой эпизод будет называться «Пробуждение силы» (англ. The Force Awakens).
В январе 2015 года в интервью Cinema Blend Джордж Лукас заявил, что Walt Disney отказались основывать сценарий седьмого эпизода на сюжетных завязках для всех трёх фильмов, которые он передал им:

«Я передал свои наработки в Disney, но там, в конце концов, решили, что они не хотят ими пользоваться, и придумали собственные истории. Так что сюжет седьмого эпизода не имеет ничего общего с тем, что я первоначально написал».

### Подбор актёров

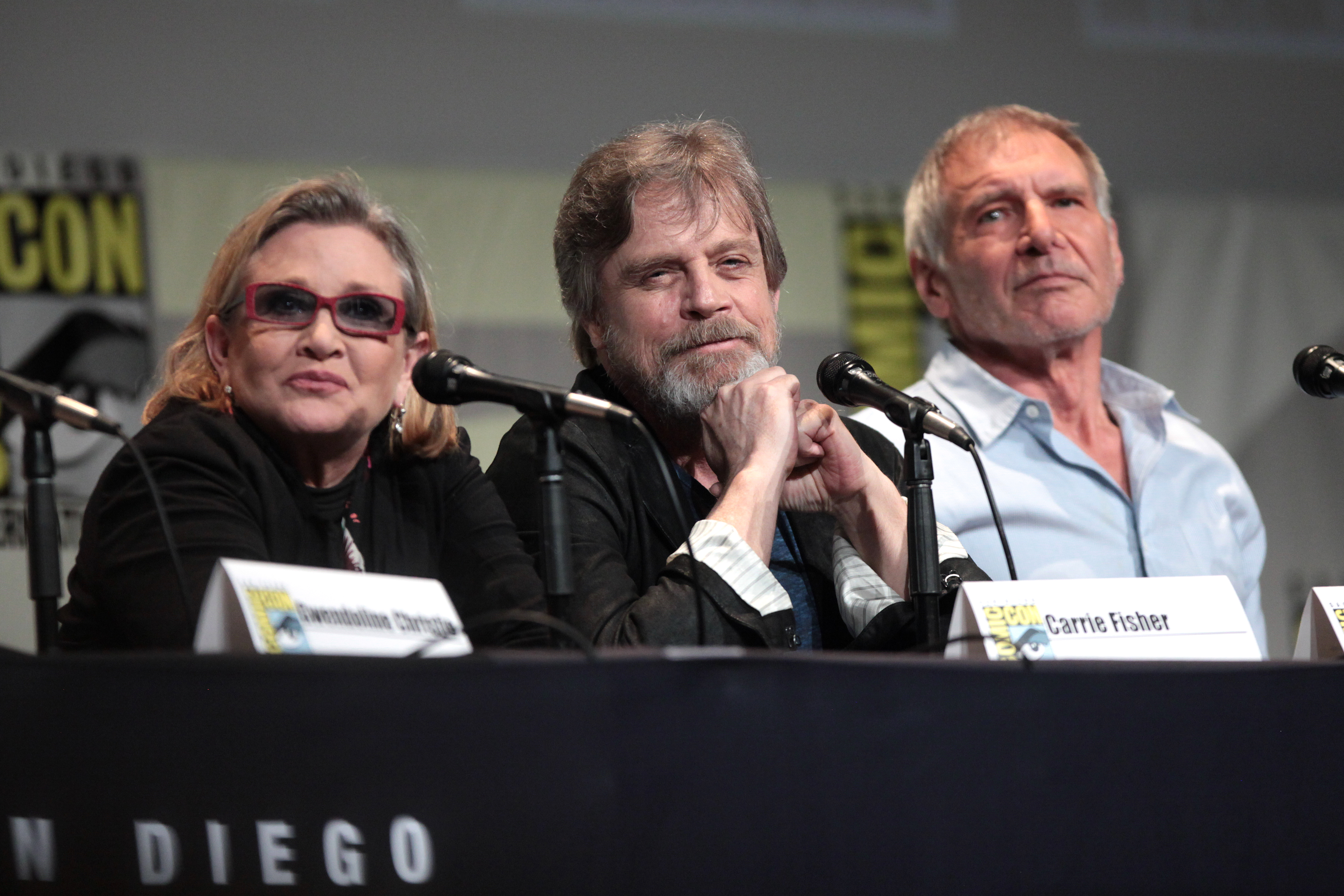
Фишер, Хэмилл и Форд повторили своих персонажей в роли второго плана.

Среди актёров, играющих в седьмом эпизоде — Марк Хэмилл (Люк Скайуокер), Кэрри Фишер (Лея Органа) и Харрисон Форд (Хан Соло) — актёры, которые играли в четвёртом, пятом и шестом эпизодах.
29 апреля 2014 года был объявлен актёрский состав. В него вошли Энтони Дэниелс и Кенни Бейкер, которые сыграли, соответственно, C-3PO и R2-D2. В итоге Бейкер не снимался в фильме, а только «консультировал», соответственно единственным актёром, снявшимся в 7 эпизодах, стал Дэниелс. Кроме них, в актёрский состав вошли Питер Мейхью, который сыграл Чубакку, а также Адам Драйвер, Оскар Айзек, Энди Серкис, Донал Глисон, Макс фон Сюдов, Джон Бойега и Дейзи Ридли. На роли в фильме также проходили прослушивание Майкл Б. Джордан, который одновременно вёл переговоры об участии в перезапуске «Фантастической четвёрки» и седьмом фильме серии «Рокки», и Майкл Фассбендер.
В фильме в сцене видения Рей были использованы архивные записи голосов Алека Гиннесса (Оби-Ван Кеноби) и Фрэнка Оза (магистр Йода). Оз записал новый диалог для фильма, но в итоге были использованы записи к фильму «Империя наносит ответный удар». Юэн Макгрегор, другой исполнитель роли Оби-Вана Кеноби, записал голос для сцены видения Рей, причём в одной фразе были использованы как голос Алека Гиннесса (слово «Рей» было вырезано из слова afraid (эфрейд)), так и голос Макгрегора.

### Съёмки
В ноябре 2013 года было объявлено о месте и времени съёмок. Согласно близким к студии источникам и информации самой студии, первый фильм новой трилогии снимался на площадке компании «Пайнвуд» в пригороде Лондона, а сама работа началась весной 2014 года. В апреле стало известно, что ряд съёмок проходил в эмирате Абу-Даби в ОАЭ. 12 июня 2014 года Харрисон Форд, исполнявший роль Хана Соло, был доставлен в больницу со съёмочной площадки — на ногу актёру упала тяжёлая гидравлическая дверь. В июле 2014 года также проходили съёмки с участием Марка Хэмилла и Дейзи Ридли на острове Скеллиг-Майкл в ирландском графстве Керри. База Сопротивления на планете Д’Квар снималась на бывшей базе Королевских ВВС Великобритании Гринэм Коммон (англ. RAF Greenham Common) в графстве Беркшир.
Основные съёмки завершились 3 ноября 2014 года.

### Музыка
Музыку для нового фильма написал Джон Уильямс, являющийся композитором всех шести предыдущих эпизодов саги.
| №                   | Название                                         | Длительность |
| ------------------- | ------------------------------------------------ | ------------ |
| 1.                  | «Main Title and the Attack on the Jakku Village» | 6:25         |
| 2.                  | «The Scavenger»                                  | 3:39         |
| 3.                  | «I Can Fly Anything»                             | 3:11         |
| 4.                  | «Rey Meets BB-8»                                 | 1:31         |
| 5.                  | «Follow Me»                                      | 2:54         |
| 6.                  | «Rey’s Theme»                                    | 3:11         |
| 7.                  | «The Falcon»                                     | 3:32         |
| 8.                  | «That Girl with the Staff»                       | 1:58         |
| 9.                  | «The Rathtars!»                                  | 4:05         |
| 10.                 | «Finn’s Confession»                              | 2:08         |
| 11.                 | «Maz’s Counsel»                                  | 3:07         |
| 12.                 | «The Starkiller»                                 | 1:51         |
| 13.                 | «Kylo Ren Arrives at the Battle»                 | 2:01         |
| 14.                 | «The Abduction»                                  | 2:25         |
| 15.                 | «Han and Leia»                                   | 4:41         |
| 16.                 | «March of the Resistance»                        | 2:35         |
| 17.                 | «Snoke»                                          | 2:03         |
| 18.                 | «On the Inside»                                  | 2:05         |
| 19.                 | «Torn Apart»                                     | 4:09         |
| 20.                 | «The Ways of the Force»                          | 3:14         |
| 21.                 | «Scherzo for X-Wings»                            | 2:32         |
| 22.                 | «Farewell and the Trip»                          | 4:55         |
| 23.                 | «The Jedi Steps and Finale»                      | 8:51         |
| Общая длительность: | Общая длительность:                              | 1:17:08      |

## Рекламная кампания
28 ноября 2014 года был представлен первый официальный тизер-трейлер фильма. 16 апреля 2015 года, в рамках мероприятия Star Wars Celebration, Дж. Дж. Абрамс и Кэтлин Кеннеди представили множество новых материалов о фильме, в том числе и новый двухминутный тизер.
19 октября 2015 года был представлен финальный трейлер фильма. Релиз финального трейлера означал одновременный старт предзаказов билетов на премьеру в IMAX-кинотеатры. В первые 12 часов фильм побил все рекорды блокбастеров, собрав 6,5 миллионов долларов на предзаказах билетов, а сайты многих сетей кинотеатров упали из-за огромного интереса к фильму. По состоянию на 20 ноября 2015 года фильм заработал на предварительных продажах билетов 50 миллионов долларов.
14 декабря, за два дня до премьеры фильма в прокате, при участии актёрского состава состоялся предпоказ фильма в Лос-Анджелесе, а на следующий день — в Лондоне.

## Выпуск
В ноябре 2013 года фильм получил дату релиза, назначенную на декабрь 2015 года, что делает его вторым фильмом, после «Звёздные войны: Войны клонов» (вышел в августе 2008 года), не вышедшим в мае, как было с предыдущими шестью картинами. В марте 2014 года Disney подтвердила, что фильм выйдет в IMAX.

## Кассовые сборы
Уже в первые дни проката фильм достиг множества мировых рекордов по сборам, таких как (в млн $):
- мировые сборы в первый день проката — 119,1[45];
- мировые сборы за один день проката — 119,1[46];
- мировые сборы в первый уикенд проката — 529[47];
- мировые сборы (кроме США) в первый уикенд проката — 316,1[48];
- сборы в США за первый уикенд проката — 247,9[49];
- сборы в США за первый уикенд проката для фильмов с рейтингом PG-13 — 247,9[50];
- быстрейший набор первых 100, 150, 200, 250, 300 млн. $ в мировом прокате — 1/2/3/4/5 дней соответственно[51].
- 24-й фильм в истории, собравший $1 млрд и 3-й собравший $2 млрд.
- В январе 2016 года картина вошла в тройку самых кассовых фильмов всех времён, обойдя «Мир юрского периода»[52].
- 7 февраля 2016 года кассовые сборы достигли 2 млрд долларов США.

## Влияния
Телеканал Syfy дал фильму «Акулий торнадо 4» подзаголовок «Пробуждение» и заказал схожий постер.

## Реакция в мире
Реакция на предстоящий фильм была весьма контрастной. В основном критики опасались, что продолжение будет опираться только на славу саги, а качество и сюжет фильма будут уступать прошлым эпизодам. Джордж Лукас ответил на эти сомнения и сказал, что нет причин для тревоги: «Я знаю, что Walt Disney смогут достойно продолжить идею и защитить их нравственность».
Однако сам Джордж Лукас ранее отказался быть режиссёром нового фильма, объясняя это тем, что современная киноиндустрия лишает режиссёров творческой свободы, которая была ещё во времена создания первых фильмов о «Звёздных войнах». Вместе с этим у режиссёра ушла «радость творчества», которой не поможет даже огромный технологический арсенал и внушительный бюджет проекта. При этом Лукас предостерёг, что если режиссёр будет относиться к своему проекту без любви и страсти, то картина при любых обстоятельствах будет обречена на провал.
Первые отзывы кинокритиков были позитивными. В них отмечалось, что фильм вернул киносаге дух классических «Звёздных войн» 1970-х годов, при этом привнеся современные спецэффекты, особенно во впечатляющих боевых сценах.
Фильм получил положительные отзывы кинокритиков. На сайте Rotten Tomatoes фильм имеет рейтинг 93 % на основе 349 рецензий со средней оценкой 8,2 из 10; по данным Metacritic, средняя оценка критиков составила 80 из 100, зрители же приняли фильм хуже, поставив оценку 6.7 из 10. Кинокритик Антон Боровой считает, что «Абрамс максимально трепетно отнёсся к фанатской базе, во-первых, наотрез отказавшись от главных раздражителей (даже в качестве пасхальных яиц), Джа-Джа Бинкса и эвоков, а во-вторых, буквально утопив поклонников в отсылках».
На крупнейшем портале Internet Movie Database «Пробуждение силы» на основе полумиллиона оценок имеет рейтинг 8,0 по 10-балльной шкале (на середину апреля 2018 года) и входит в топ-250 лучших фильмов. 8,0 баллов ставят «Пробуждение силы» выше в рейтинге, чем эпизоды I, II, III, но при этом каждый из эпизодов IV, V, VI имеет более высокий рейтинг (лучший показатель на IMDb у фильма «Империя наносит ответный удар» — 8,8 балла на основе 975 тыс. оценок).
Однако не все отзывы были положительными. Например, ватиканское издание L’Osservatore Romano немедленно подвергло фильм «убийственной критике», отметив, что режиссура Дж. Дж. Абрамса, ориентированная на приёмы из «простеньких боевиков» и видеоигр, разрушила эпический размах истории, а силы зла в ленте представлены крайне неубедительно: главный злодей заметно уступает в выразительности архетипичным Дарту Вейдеру и Палпатину, а лидер Тёмной стороны, по мнению римского обозревателя, вообще является наиболее серьёзной неудачей фильма. «Единственное достоинство фильма Дж. Дж. Абрамса — это демонстрация контраста с тем, насколько режиссура предыдущих эпизодов была элегантной, сбалансированной, но при этом ещё и уместной».
Многие критики и зрители также обвиняли фильм в плагиате первого фильма франшизы — «Звёздные войны. Эпизод IV: Новая надежда». Абрамс, отвечая на критику, объяснил, что таким способом было необходимо представить новых персонажей: «Важно возвращаться назад, для того, чтобы двигаться вперёд. То, что история повторяет саму себя, вещь очевидная и это было сделано намеренно. А последовательность событий, в ходе которых персонаж появляется из ниоткуда и обнаруживает, что внутри него сила, и злодеи, имеющие колоссальное и разрушительное оружие, которое в конечном итоге будет разрушено — наименее важная часть фильма, которая лишь предоставляет основу, хорошо зарекомендовавшую себя ещё задолго до того, как её использовали в „Звёздных войнах“» — сообщает режиссёр.
Российскими критиками фильм также был принят положительно, однако оценки зрителей не были столь благосклонны: рейтинг на «КиноПоиске» по состоянию на декабрь 2015 года составляет 7,1 из 10 баллов — на момент своего выхода худший результат по сравнению с остальными эпизодами; среди пользовательских рецензий преобладают отрицательные.

## Награды и номинации
У нескольких наград были проведены номинированы до выхода в декабре Пробуждения силы, что лишило фильм права на 73-ю премию «Золотой глобус» и некоторые другие церемонии награждения. Тем не менее, фильм был добавлен в список номинантов лучших фильмов на 21-й премии Critics' Choice Awards после специального голосования совета директоров, и объявление премии Американского института кинематографии 2015 года было отложено до выхода фильма, где он был назван одним из десяти лучших фильмов года.
Пробуждение Силы получило пять номинаций на 88-й премии «Оскар» за лучшую музыку, лучший звуковой монтаж, лучший звук, лучший монтаж и лучшие визуальные эффекты. Фильм получил четыре номинации на 69-й кинопремии BAFTA и был удостоен награды «Лучшие визуальные эффекты» и специальной премии BAFTA Восходящей звезде для Джона Бойега. На 21-й премии «Империя» фильм получил девять номинаций и выиграл пять, включая «Лучший научно-фантастический/фэнтезийный фильм» и «Лучший режиссер» для Дж. Дж. Абрамса. Фильм стал самым номинальным фильмом в истории премии «Сатурн», в общей сложности c пятнадцатью номинациями на 42-й премии «Сатурн», и выиграл восемь, включая «Лучший научно-фантастический фильм», «Лучший режиссер» и «Лучшие спецэффекты», и установил абсолютный рекорд по числу номинаций в истории премии «MTV Movie Awards» (11 номинаций при 3 победах). Фильм получил семь номинаций от Общества специалистов по визуальным эффектам, выиграв четыре, в том числе «Выдающиеся визуальные эффекты в управляемом эффектами художественном фильме». Звёздные войны: Пробуждение Силы получило одиннадцать номинаций на MTV Movie Awards, больше всего на церемонии, и выиграло три, включая «Лучший фильм».
| Год  | Премия           | Категория                            | Номинанты                                                    | Результат |
| ---- | ---------------- | ------------------------------------ | ------------------------------------------------------------ | --------- |
| 2016 | Оскар            | Лучшая музыка к фильму               | Джон Уильямс                                                 | Номинация |
| 2016 | Оскар            | Лучший монтаж                        | Марианн Брэндон и Мэри Джо Марки                             | Номинация |
| 2016 | Оскар            | Лучший звук                          | Энди Нельсон, К. Скарабосио, Мэттью Вуд и Стюарт Уилсон      | Номинация |
| 2016 | Оскар            | Лучший звуковой монтаж               | Мэттью Вуд и Дэвид Акорд                                     | Номинация |
| 2016 | Оскар            | Лучшие визуальные эффекты            | Роджер Гайетт, Патрик Табач, Нил Скэнлэн и Крис Корбоулд     | Номинация |
| 2016 | BAFTA            | Лучшая музыка к фильму               | Джон Уильямс                                                 | Номинация |
| 2016 | BAFTA            | Лучшие визуальные эффекты            | Крис Корбоулд, Роджер Гайетт, Пол Кавана и Нил Скэнлэн       | Победа    |
| 2016 | BAFTA            | Лучшая работа художника-постановщика | Рик Картер, Даррен Гилфорд и Ли Сандалес                     | Номинация |
| 2016 | BAFTA            | Лучший звук                          | Дэвид Акорд, Энди Нельсон, К. Скарабосио, М. Вуд и С. Уилсон | Номинация |
| 2016 | BAFTA            | Восходящая звезда                    | Джон Бойега                                                  | Победа    |
| 2016 | Сатурн           | Лучший научно-фантастический фильм   |                                                              | Победа    |
| 2016 | Сатурн           | Лучший киноактёр                     | Харрисон Форд                                                | Победа    |
| 2016 | Сатурн           | Лучший киноактёр                     | Джон Бойега                                                  | Номинация |
| 2016 | Сатурн           | Лучшая киноактриса                   | Дейзи Ридли                                                  | Номинация |
| 2016 | Сатурн           | Лучший киноактёр второго плана       | Адам Драйвер                                                 | Победа    |
| 2016 | Сатурн           | Лучшая киноактриса второго плана     | Кэрри Фишер                                                  | Номинация |
| 2016 | Сатурн           | Лучшая киноактриса второго плана     | Лупита Нионго                                                | Номинация |
| 2016 | Сатурн           | Лучший режиссёр                      | Дж. Дж. Абрамс                                               | Номинация |
| 2016 | Сатурн           | Лучший сценарий                      | Лоуренс Кэздан, Дж. Дж. Абрамс и Майкл Арндт                 | Победа    |
| 2016 | Сатурн           | Лучшая музыка                        | Джон Уильямс                                                 | Победа    |
| 2016 | Сатурн           | Лучший монтаж                        | Марианн Брэндон и Мэри Джо Марки                             | Победа    |
| 2016 | Сатурн           | Лучшие костюмы                       | Майкл Каплан                                                 | Номинация |
| 2016 | Сатурн           | Лучшая работа художника-постановщика | Рик Картер и Даррен Гилфорд                                  | Номинация |
| 2016 | Сатурн           | Лучший грим                          | Нил Скэнлэн                                                  | Победа    |
| 2016 | Сатурн           | Лучшие спецэффекты                   | Роджер Гайетт, Патрик Табач, Нил Скэнлэн и Крис Корбоулд     | Победа    |
| 2016 | MTV Movie Awards | Фильм года                           |                                                              | Победа    |
| 2016 | MTV Movie Awards | Лучшая женская роль                  | Дейзи Ридли                                                  | Номинация |
| 2016 | MTV Movie Awards | Прорыв года                          | Дейзи Ридли                                                  | Победа    |
| 2016 | MTV Movie Awards | Прорыв года                          | Джон Бойега                                                  | Номинация |
| 2016 | MTV Movie Awards | Лучшая экшн роль                     | Джон Бойега                                                  | Номинация |
| 2016 | MTV Movie Awards | Лучшая виртуальная роль              | Энди Серкис                                                  | Номинация |
| 2016 | MTV Movie Awards | Лучшая виртуальная роль              | Лупита Нионго                                                | Номинация |
| 2016 | MTV Movie Awards | Лучший герой                         | Дейзи Ридли                                                  | Номинация |
| 2016 | MTV Movie Awards | Лучший злодей                        | Адам Драйвер                                                 | Победа    |
| 2016 | MTV Movie Awards | Лучший бой                           | Рей (Дейзи Ридли) против Кайло Рена (Адам Драйвер)           | Номинация |
| 2016 | MTV Movie Awards | Лучший актёрский ансамбль            |                                                              | Номинация |

## Сиквелы
20 июня 2014 года стало известно, что режиссёр фильма «Петля времени» Райан Джонсон снимет следующий эпизод саги «Звёздные войны: Последние джедаи» и напишет сценарий «Эпизода IX». Съёмки фильма «Последние джедаи» стартовали в сентябре 2015 года, премьера состоялась в декабре 2017 года. Фильм не сумел повторить кассового успеха фильма «Пробуждение силы», хотя и собрал в прокате 1,33 млрд долларов. Впоследствии Джонсон, снявший «Последних джедаев», не стал работать над сценарием «Эпизода IX». Режиссёром «Эпизода IX» стал Дж. Дж. Абрамс, он же написал и сценарий вместе с Крисом Террио.
В начале 2016 года Стэн Ли не исключил возможность создания кроссовера «Мстителей» и «Звёздных войн».